# Артез-ле-Вивье
Арте́з-ле-Вивье́ (фр. Artaise-le-Vivier) — коммуна во Франции, находится в регионе Шампань — Арденны. Департамент — Арденны. Входит в состав кантона Рокур-э-Флаба. Округ коммуны — Седан.
Код INSEE коммуны — 08023.
Коммуна расположена приблизительно в 210 км к северо-востоку от Парижа, в 80 км северо-восточнее Шалон-ан-Шампани, в 26 км к юго-востоку от Шарлевиль-Мезьера.

## Население
Население коммуны на 2008 год составляло 60 человек.
| 1962 | 1968 | 1975 | 1982 | 1990 | 1999 | 2008 |
| ---- | ---- | ---- | ---- | ---- | ---- | ---- |
| 83   | 85   | 72   | 68   | 49   | 55   | 60   |

## Экономика
В 2007 году среди 38 человек в трудоспособном возрасте (15—64 лет) 28 были экономически активными, 10 — неактивными (показатель активности — 73,7 %, в 1999 году было 79,4 %). Из 28 активных работали 25 человек (12 мужчин и 13 женщин), безработных было 3 (1 мужчина и 2 женщины). Среди 10 неактивных 7 человек были учениками или студентами, 1 — пенсионером, 2 были неактивными по другим причинам.

## Фотогалерея

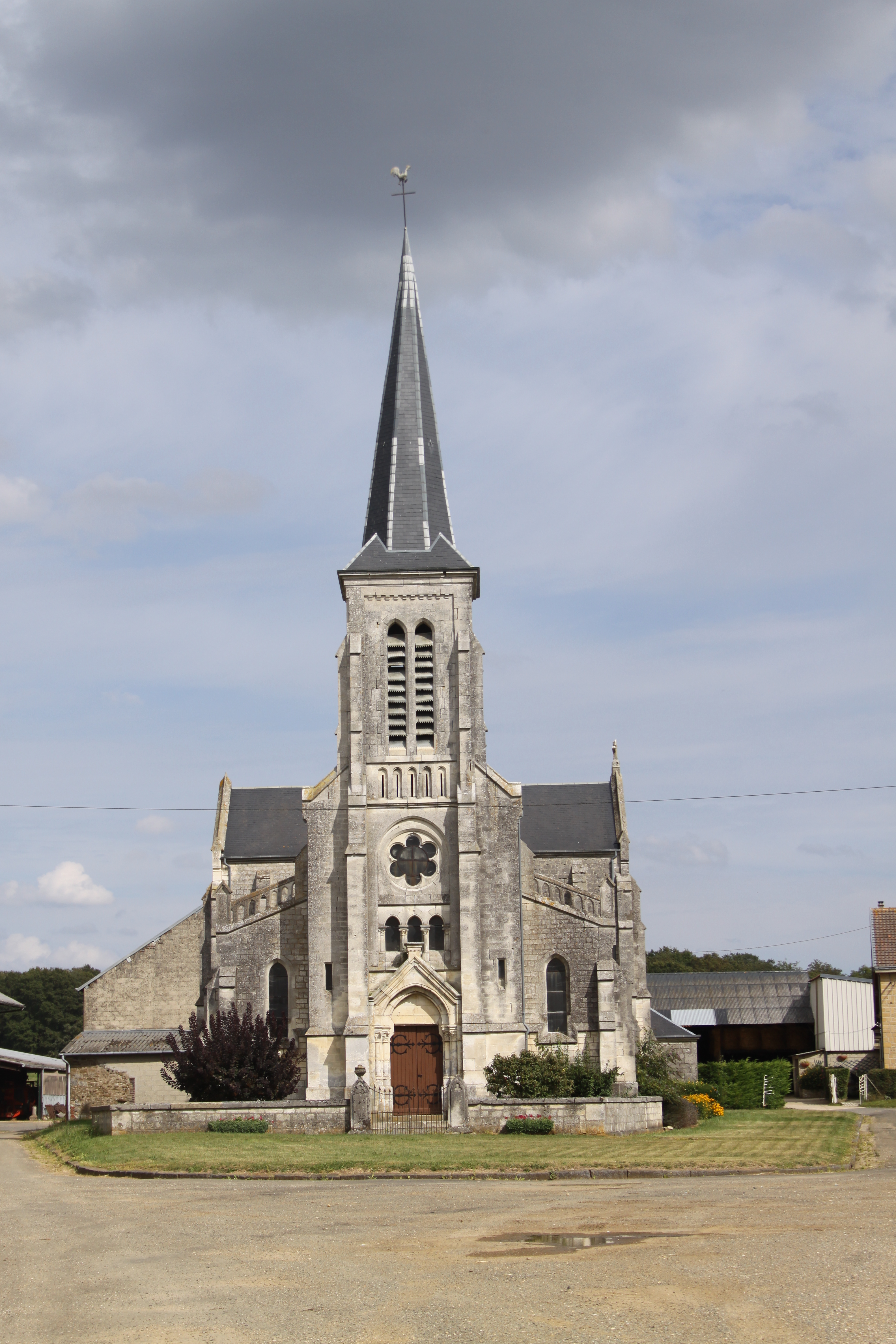
Церковь Сен-Жорж
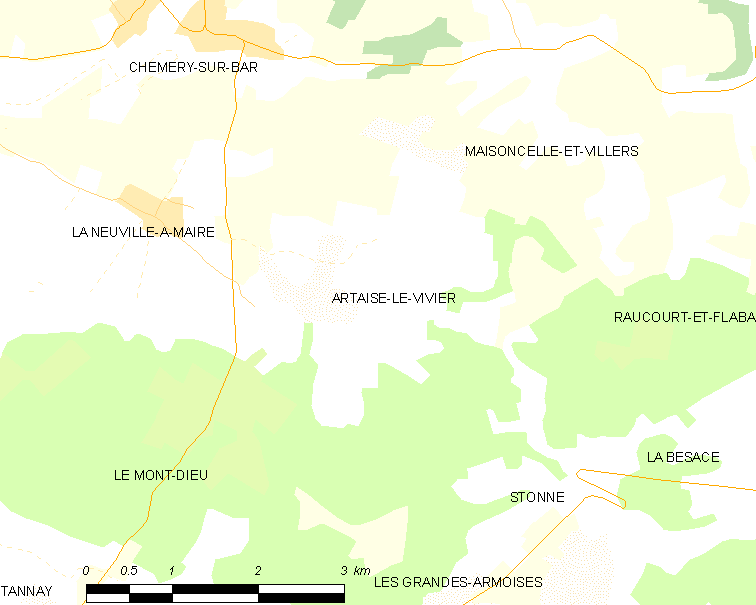
Карта коммуны